# 3058 Делмарі
3058 Делмарі (3058 Delmary) — астероїд головного поясу, відкритий 1 березня 1981 року.
Тіссеранів параметр щодо Юпітера — 3,609.